# Trojanów (powiat garwoliński)
Trojanów – wieś sołecka w Polsce położona w województwie mazowieckim, w powiecie garwolińskim, w gminie Trojanów.
| SIMC    | Nazwa      | Rodzaj    |
| ------- | ---------- | --------- |
| 0692647 | Forsztat   | część wsi |
| 0692653 | Grąd       | część wsi |
| 0692660 | Jagiełła   | część wsi |
| 0692676 | Popielnica | część wsi |

Miejscowość jest siedzibą gminy Trojanów. Należy do rzymskokatolickiej parafii św. Bartłomieja Apostoła w Korytnicy.
Historycznie Trojanów należy do Ziemi Stężyckiej w Małopolsce. Geograficznie zaś leży w południowej części Wysoczyzny Żelechowskiej, części Niziny Południopodlaskiej. 
Wieś szlachecka  położona była w drugiej połowie XVI wieku w powiecie garwolińskim  ziemi czerskiej województwa mazowieckiego. W latach 1975–1998 miejscowość należała administracyjnie do województwa siedleckiego.

## Zabytki
Zespół dworski i folwarczny z XIX w..